# Франсуа де Валуа (герцог Алансон)
Франсуа де Валуа (фр. François de France; 18 березня 1555 — 10 червня 1584) — французький принц, спадкоємець трону Французького королівства, діяч часів релігійних війн, герцог Алансонський, Анжуйський, Беррійський і Туренський, граф Менський, Меланський, Першський і Мантський.

## Життєпис

### Дитинство
Походив з династії Валуа. Молодший син Генріха II, короля Франції, та Катерини Медічі. Народився 1555 року у палаці Фонтенбло. При народженні отримав ім'я Еркуль. У віці 8 років переніс віспу, що залишила на обличчі рубці. 1559 року втратив батька, що загинув на лицарському турнірі. 1560 року після конфірмації змінив ім'я на Франсуа. З дитинства ревнував брата Генріха до матері.
1566 року отримує титул герцога Алансона і Шатто-Т'єррі, графа Меланського, Першського і Мантського. 1569 року за відсутності матері та старшого брата — короля Карла IX призначено губернатором Парижу, а також надано титул герцога д'Евре й графа де Дре. Втім через недосвідченість фактично містом керували радники Катерини Медічі.
1571 року починає вести перемовини з англійською королевою Єлизаветою I щодо укладання шлюбу. 1572 року після Варфоломійської ночі переходить в опозицію до короля. В тому ж році фактично заважає братові Генріху Анжуйському під час облоги Ла-Рошелі. Після від'їзду останнього до Речі Посполитої, королем якої він став, Франсуа сподівався стати королем Франції за відсутності брата. В цьому отримав підтримку сестри Маргарити та вступив в союз з Генріхом Наваррським.

### Змова проти Карла IX
1574 року влаштовує змову проти короля. Він змовився з Генріхом Наваррським та принцом Генріхом Конде, що знаходилися при дворі на правах заручників, також з чотирма синами Монморансі та їхнім племінником віконтом де Тюреном. Заручившись такою підтримкою, Франсуа вважав, що йому стане сил політично тиснути на короля. Він також вирішив, що у разі, якщо це не вплине на Карла, то він вирушить до Седану та очолить там військо гугенотів. Франсуа хотів з військом виступити до Нідерландів, де створити власне володіння. Але Генріх Наваррський розповів про ці плани своїй дружині — Маргариті, а та доповіла про все матері. Катерина не на жарт захвилювалася, адже вона розуміла, що на меті Алансона було оволодіння короною Франції, що вже майже вислизала з рук помираючого короля. Сама ж Катерина знаходилася на шляху меншого сина, адже плекала надію передати корону своєму улюбленцю — Генріху, що був зараз далеко. Катерина завадила втечі Франсуа та Генріха Наваррського. Алансону врешті таки надали посади голови Королівської Ради і головнокомандувача всіма арміями, але не поступилися в питанні престолонаслідування.
Тоді бунтівниками було розроблено новий план. У ніч перед початком Великого посту 24 лютого 1574 року було вирішено організувати загальний заколот на чолі з фаворитом герцога Алансонського — Жозефос Боніфасом де Ла Молем. Планувалося увірватися до Сен-Жерменського замку, де в цей час знаходився хворий Карл ІХ, заарештувати його, Катерину, та їхнє оточення і примусити призначити Франсуа Алансонського генеральним намісником королівства, з подальшим правом успадкувати Корону. У разі спротиву було вирішено діяти жорстко аж до вбивства короля та матері. Однак і в цей раз Маргарита видала заколотників Катерині. Цього разу вона отримала інформацію безпосередньо від Ла Моля, що був її коханцем. Катерина вжила термінових заходів, аби уникнути здійснення заколоту. Вона наказала перевезти Двір до Лувру. В своїй кареті везла Франсуа та Генріха, щоб уникнути несподіванок. Молоді заколотники були так нажахані, що стали скидати всю провину один на одного. Врешті, не маючи можливості покарати Франсуа та Генріха, було вирішено всю повноту відповідальності покласти на Ла Моля та Аннібала Коконаса — фаворитів Алансона.
Невдовзі після цього король Карл IX помер. Ще до того, які більшість про це дізналося Катерина Медічі повідомила сина Генріха I, короля Речі Посполитої. Той фактично втік зі свого королівства й через Італію прибув до Франції. Тут 1574 року коронувався. В свою чергу Франсуа отримав титул (й фактично прізвисько) Монсеньйор.

### Конфлікт з Генріхом III
Стосунки Франсуа з новим королем — братом Генріхом III не склалися. Протягом 1575 року сутички та герці між міньйонами Франсуа та короля відбувалися майже щодня. При цьому Генріх III все більше підозрював брата у змові. Слабкодухий Франсуа не витримав напруги й вирішив втекти, дізнавшись про намір його арештувати. Він дістався до своїх володінь у Друе, де його не могли дістати.
Франсуа вступив у союз з Генріхом I де Бурбон-Конде, очільником гугенотів. Останній в свою чергу уклав союз з пфальцграфом Йоганном Казимиром Цвайбрюкенським, регентом курфюрства Пфальц. В результаті почалася чергова релігійна війна, що отримала назву «війна Монсеньйора». За цих обставин Катерина Медічі почала перемовини в Шамбору із Франсуа. У листопаді було укладено перемир'я, за яким Франсуа отримав безпечні для гугенотів міста: Ангулем, Ніор, Сомюр та Ла Шаріте. Але відмова короля виконувати частину вимог договору призвела до загострення ситуації. 9 січня Алансон повідомив Парламент про намір відновити наступ на Париж. 9 лютого 1576 року Конде і Казимір з армією знову перейшли Маас. Катерина доклала надзусиль аби вкотре поновити мир. Врешті 6 травня 1576 року було підписано договір, що іменується «Миром Монсеньйора». За ним було дозволено свободу віросповідання гугенотам у всьому королівстві. У кожному провінційному парламенті створюються палати навпіл з гугенотів та католиків, вбитих під час Варфоломійської різанини було реабілітовано. Юридично оформлено едиктом в Больє. Також Франсуа отримав титул герцога Анжу, Беррі, Турень, графа Мен і пера Франції.
У 1578 року знову вступив у конфлікт з братом- королем. Зрештою вирішив втекти з Лувру. В цьому допомогла Франсуа його сестра Маргарита, яка ймовірно в цей час стала його коханкою. Франсуа втік до Анжеру. Невдовзі вирішив втрутитися у справи Нідерландів, зайнявши Монс.

### Дії в Нідерландах
Водночас плани втручання у справи Нідерландів залишилися. 1579 року штатгальтер Вільгельм I Оранський, що шукав іноземного монарха під номінальну владу якого міг піти для збереження власної влади та захисту від Іспанії, звернувся до французького короля Генріха III. Останній в домовленості з матір'ю Катериною Медічі вирішив спрямувати до Нідерландів Франсуа де Алансон-Анжу. На меті ставилося відволікання того від втручання в справи Французького королівства, інтриг проти Генріха III. також королівство могло залишити чимало гугенотів. Водночас відновив перемовини з королевою Англії Єлизаветою I. Декілька разів їздив до Лондону. Англійська королева запевняла усіх, що мріє стати дружиною французького принца.
1580 року договором в Плессі-ле-Тур представники штатів усіх провінцій Нідерландів, окрім Голландії та Зеландії, визнали Франсуа Захисником свободи Нідерландів (фактично сувереном, але з обмеженими правами). В тому ж році було призначено головним королівським намісником Франції (фактично спадкоємцем трону).
Спочатку він не дуже цікавився справами Нідерландів, сподіваючись стати королем-консортом Англії. Цим скористався Вільгельм Оранський, що зміцнив владу в Нідерландах, усунувши інших суперників. У 1582 року решта політична гра, яку влаштувала Єлизавета I закінчилася. Заручини було розірвано. За цих обставин Франсуа звернувся до Нідерландів, це спробував встановити абсолютну владу. Спочатку отримав титул герцога Брабантського. Проти амбіцій Франсуа виступали прихильники Вільгельма Оранського, які спиралися на міський патриціат та кальвіністів. 1583 року Франсуа вирішив влаштувати заколот проти в усіх провінція з метою усунення влади штатів. Проте зазнав поразки в Антверпені та інших містах.
Цими обставинами скористався іспанський військовик Алессандро Фарнезе. Франуса де Алансон-Анжу почав відступив з міст Нідерландів, яке перетворилося на втечу. Катерина МЕдічі відправила війська для допомоги синові. В результаті вдалося зберегти лише єпископство Като-Камбрезі.

### Смерть
Останні роки активно займався контактами з гугенотами та королівськими сановниками. Втім постійні хвороби негативно позначилися на діяльності. Зрештою 1584 року Франсуа помер Шато-Тьєррі від сухот. Це значило, що династія Валуа не має продовження. Права отримали Бурбони.